# راشن سیرکلز
راشن سیرکلز (به انگلیسی: Russian Circles) گروه سازی آمریکایی است که در شیکاگو، ایلینوی بنیان نهاده شده‌است. این گروه در آغاز توسط دوستان دوران کودکی، مایک سالیوان و دیو ترنکرانتز، و پس از انحلال برنامه‌های موسیقی پیشین آنها ایجاد شد. پس از جدایی نوازنده اصلی گیتار بیس گروه، کلین دکوپیر، در سال ۲۰۰۷، این سه نفر توسط برایان کوک دوباره گروه را شکل دادند. 
راشین سیرکلز برای آلبوم‌های ستایش شده‌اش از سوی منتقدان و همچنین تورهای جهانی گسترده‌اش شناخته می‌شود. نام گروه برگرفته از تمرینی در ورزش هاکی روی یخ، که سالیوان و ترن کرانتز در شهر اصلی خود در سنت لوئیس بازی می‌کردند، است.

## آهنگ‌شناسی

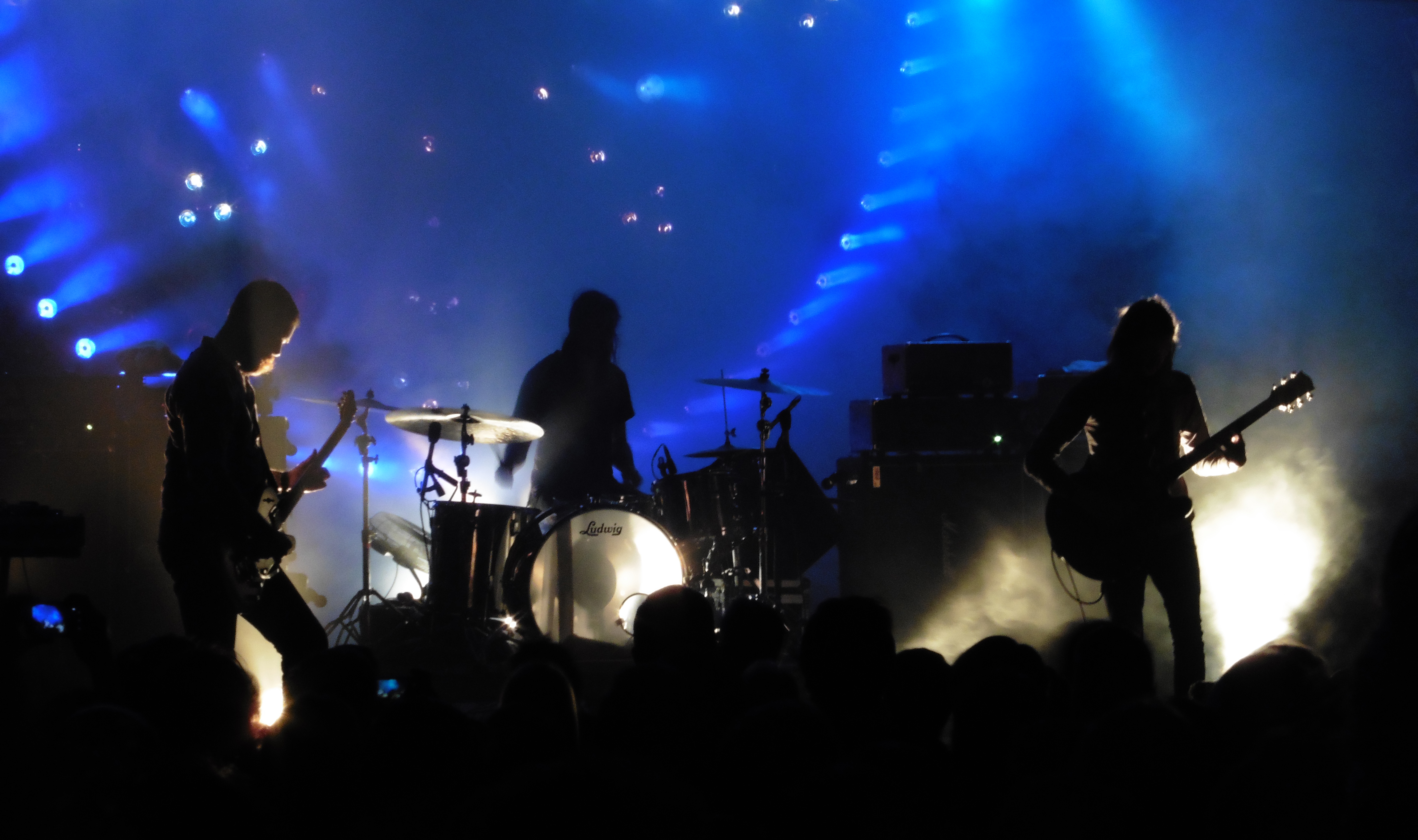
زنده در مادرید سال ۲۰۱۵

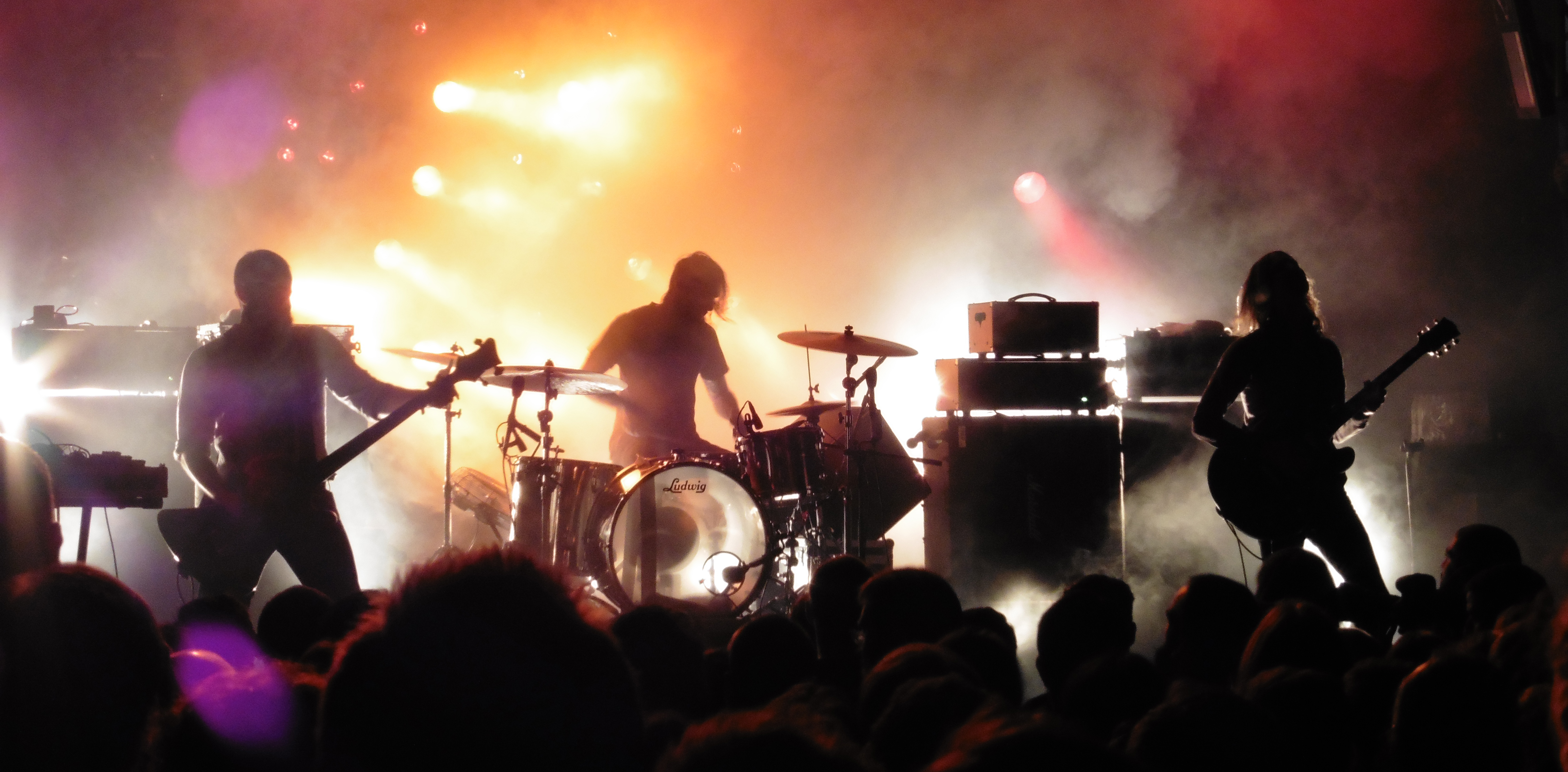
زنده در مادرید سال ۲۰۱۵

### آلبوم‌های استودیویی
- ورود (۲۰۰۶)
- ایستگاه (۲۰۰۸)
- ژنو (۲۰۰۹)
- امپراتور (۲۰۱۱)
- یادنامه (۲۰۱۳)
- راهنما (۲۰۱۶)[۳]
- سال خون (۲۰۱۹)
- عرفان (۲۰۲۲)

### ای‌پی‌ها
- ای‌پی‌های راشن سیرکلز(۲۰۰۴)

### آلبوم‌های زنده
- زنده در دانک فست (۲۰۱۷)